# 維什尼夫 (伊萬諾-弗蘭科夫斯克區)
49°16′4″N 24°24′8″E / 49.26778°N 24.40222°E

維什尼夫（烏克蘭語：Вишнів），是位於烏克蘭西北部的村莊，由伊萬諾-弗蘭科夫斯克州裡伊萬諾-弗蘭科夫斯克區的布卡奇夫齊市鎮負責管轄，面積15平方公里，海拔高度300米，2001年人口489，人口密度每平方公里32.6人。